# Tel Arza
Tel Arza (hebrejsky: תל ארזה‎) je městská čtvrť v severozápadní části Jeruzaléma v Izraeli.

## Geografie
Leží v nadmořské výšce necelých 800 metrů, cca 2,5 kilometru severozápadně od Starého Města. Na jihu s ní sousedí čtvrť Šchunat ha-Bucharim (Bucharská čtvrť), na východě Machanajim, na západě Šikun Chabad a Kirjat Sanz. Na severu leží čtvrť Ezrat Tora. Skrz Tel Arza prochází lokální silnice číslo 417 (ulice Bar Ilan a Jermijahu). Populace čtvrti je židovská.

## Dějiny
Vznikla zhruba v roce 1931 pro ultraortodoxní Židy. Původně zde fungovalo mnoho továren, ale v posledních 20 letech bylo rozšířeno zdejší zastavěné území a pro rostoucí populaci byly postaveny nové obytné soubory.